# Mantela žlutavá
Mantela žlutavá (Mantella crocea) je žába patřící do čeledi mantelovití (Mantellidae) a rodu mantela (Mantella). Druhové jméno crocea je odvozeno z latinského názvu žlutého šafránu. Mantela žlutavá se vyskytuje na středovýchodě Madagaskaru. Žije na okrajích lesů v blízkosti mokřin, lze ji najít i v lesích sekundárních, ale nikdy ne na zcela otevřených stanovištích. Žije v nadmořské výšce 800 až více než 1 000 m n. m.
Mantela žlutavá dosahuje velikosti 17 až 24 mm, větší jedinci bývají zavalitější než menší. Zbarvení je žluté na hlavě, zádech a bocích, mohou se vyskytnout i nazelenalé čí oranžové exempláře. Na přední části boků je zbarvení černé. Rovněž břicho má černé zbarvení, s proměnlivým počtem skvrnek, jež někdy tvoří síťování. Mantela žlutavá je denní druh. Vejce klade na zem podobně jako ostatní mantely, pulci se však vyvíjejí ve vodním prostředí. Druh vydává nepravidelné krátké cvrlikání.
Mantela žlutavá je dle Mezinárodního svazu ochrany přírody hodnocena jako zranitelný druh a počet jedinců klesá. Nebezpečí představuje především ztráta přirozeného prostředí, například vlivem těžby dřeva, pastevectví, postupující urbanizace či šíření blahovičníků. Na ohrožení se podílí taktéž odlov pro obchod se zvířaty. Mantela žlutavá žije v Národním parku Zahamena, pravděpodobně i v Národním parku Mantadia. Úmluva o mezinárodním obchodu s ohroženými druhy volně žijících živočichů a rostlin chrání mantelu žlutavou ve druhé příloze.